# Erythrodiplax branconensis
Erythrodiplax branconensis ist eine Libellenart aus der Unterfamilie Sympetrinae. Nachgewiesen ist sie in Brasilien. Die Larve wurde noch nicht beschrieben.

## Merkmale
Adulte Männchen der Erythrodiplax branconensis haben einen schwarzen, leicht metallblauen Thorax und Hinterleib (Abdomen). Letzterer misst um die 16 Millimeter. Ebenfalls schwarz sind die Hinterleibsanhänge. Die Beine sind rein schwarz.
Im bleigrauen Gesicht sind die Stirn (Frons) und die Scheitelblase blau mit einem starken metallischen Glanz. Die Oberlippe (Labrum) ist gelblich weiß, die Unterlippe (Labium) weiß mit einem breiten schwarzen Mittelstreifen.
Während die Vorderflügel komplett durchsichtig und schwarz geadert sind, weisen die 21,5 Millimeter messenden Hinterflügel einen winzigen basalen Fleck auf.

## Ähnliche Arten
Am ähnlichsten sind der Erythrodiplax branconensis die Erythrodiplax basalis sowie die Erythrodiplax minuscula. Von ersterer unterscheidet die Art sich insbesondere in der Ausprägung des basalen Flügelflecks, von letzterer insbesondere in der Färbung des Gesichts. Des Weiteren setzen einige Quellen die Art zur Erythrodiplax bromeliicola synonym, was aber nicht allgemein anerkannt wird.

## Belege
1. 1 2  Charles W. Heckman: Encyclopedia of South American Aquatic Insects: Odonata - Anisoptera. Springer Netherlands, 2006, ISBN 978-1-4020-4802-9, S. 259.
2. ↑  Garrison, Ellemrieder, Louton: Dragonfly Genera of the New World. The Johns Hopkins University Press, 2006, ISBN 0-8018-8446-2, S. 241 f.
3. 1 2 3  Y. Sjöstedt: Neues aus der Odonatenwelt. In: Entomologisk Tidskrift. Band 50/51, 1929, S. 293–296.
4. ↑  Martin Schorr, Dennis Paulson: World Odonata List. In: World List of Odonata. Archiviert vom Original (nicht mehr online verfügbar) am 28. August 2010; abgerufen am 26. Juni 2013.  Info: Der Archivlink wurde automatisch eingesetzt und noch nicht geprüft. Bitte prüfe Original- und Archivlink gemäß Anleitung und entferne dann diesen Hinweis.